# 15083 Tianhuili
15083 Tianhuili è un asteroide della fascia principale. Scoperto nel 1999, presenta un'orbita caratterizzata da un semiasse maggiore pari a 2,5197274 UA e da un'eccentricità di 0,1805541, inclinata di 3,54794° rispetto all'eclittica.